# 董胜波
董胜波（1960年11月—），汉族，中华人民共和国政治人物、第十一届全国政协委员。
担任中国航天科工集团公司科技委常委、中国航天科工集团公司二十五研究所。2008年，当选第十一届全国政协委员，代表无党派人士，分入第十五组。2018年1月，当选第十三届全国政协委员。